# (12542) Laver
(12542) Laver ist ein Asteroid des Hauptgürtels, der am 10. August 1998 vom australischen Amateurastronomen John Broughton an seinem privaten Reedy-Creek-Observatorium (IAU-Code 428) in Queensland entdeckt wurde. Sichtungen des Asteroiden hatte es schon vorher im Oktober 1993 unter der vorläufigen Bezeichnung 1993 TF23 am La-Silla-Observatorium (IAU-Code 809) gegeben.
(12542) Laver wurde am 9. Mai 2001 nach dem australischen Tennisspieler Rod Laver (* 1938) benannt, der als bisher einziger Spieler in der Tennisgeschichte den Grand Slam zwei Mal gewinnen konnte: 1962 und 1969.
Der Himmelskörper gehört zur Hygiea-Familie, einer eher älteren Gruppe von Asteroiden, wie vermutet wird, deren größtes Mitglied der Asteroid (10) Hygiea ist.